# Robert Miles
Pour les articles homonymes, voir Miles.
Roberto Concina, dit Robert Miles, est un DJ et producteur italien de musique trance, né le 3 novembre 1969 à Fleurier (Suisse) et mort le 9 mai 2017 à Ibiza (Espagne).
Il est considéré comme l'initiateur de la dream trance avec son single Children, sorti en 1995.

## Biographie
Originaire de Fagagna (Frioul), Robert Miles commence sa carrière professionnelle en 1988 dans les clubs de Turin et Milan où il se fait connaître comme DJ professionnel et en 1990, il acquiert son propre studio d'enregistrement. À partir de 1994, il sort deux maxis vinyls Ghost et OxygenEPvol.1 sous le nom de Roberto Milani sur le label Metrotraxx,. C'est en 1995 qu'il prend le nom de Robert Miles et sort deux nouveaux maxis vinyls Soundtracks et Red Zone, sur le label DBX Records,.

### 1995–1997:ChildrenetDreamland
Il rend populaire le genre de la dream trance avec le titre Children en 1995, titre inspiré par des photos d'enfants victimes de la guerre que son père, militaire de carrière, lui aurait montrées, et qui l'auraient profondément touché. La légende veut que Children ait été enregistré en une nuit. Ce tube fut un grand succès à travers l'Europe et même aux États-Unis, et fut vendu à plus de 5 millions d'exemplaires dans le monde dont 600 000 en France et certifié disque de platine,. En 1996, Children a été numéro 1 pendant 11 semaines. Children a créé un genre à part entière, la dream trance, qui ouvrit la voie à d'autres artistes vers la musique douce rythmée. Ce titre fut suivi par son premier album Dreamland, contenant 12 titres, quasiment instrumental, incluant les hits Fable et One and One,. 
En novembre 1997, il sort Robert Miles In the mix, une compilation mixée par ses soins où il rassemble 19 titres de ses artistes préférés (on y retrouve entre autres Chicane, Underworld, Goldie, Csilla, ainsi que 2 de ses titres Fable et For us, présents sur certaines versions de Dreamland) dans un style trance progressive. Il publie également la compilation Renaissance Worldwide London qu'il mixe avec le DJ Dave Seaman. 

### 1997–1998:23am
La même année voit la parution du single Freedom extrait de son deuxième album 23am, mélangeant diverses influences musicales (drum&bass, pop, jazz, trance mélodique), fruits de ses voyages dans de nombreux pays. Cet album contient 11 titres dont 4 chansons entre autres interprétées par les divas Kathy Sledge et Nancy Danino). Voulu par l'artiste comme un concept, ce nouvel opus aborde différents thèmes tels que le cycle de la vie et les expériences qui en résultent ainsi que le besoin de liberté. En 1998, Full Moon, extrait de cet album, sort en maxi et contient des remixes de Joe T. Vannelli. C'est ensuite Everyday Life qui est publié en vinyle et qui contient un remixe de Fable par le DJ Cevin Fisher.

### 1998–2002:Organik
Après trois années d'absence de la scène musicale, due entre autres à une séparation d'avec sa maison de disques, Miles crée son propre label, S:alt Records (en). Bénéficiant d'une plus grande liberté artistique, il sort en juin 2001 un nouvel album, Organik, qui tranche radicalement avec son style musical précédent. Plus qu'un retour, il s'agit d'une véritable renaissance, saluée par la presse britannique. En effet, ce nouvel opus est bien plus sombre, plus personnel mais plus riche musicalement et le fruit de divers styles musicaux, ainsi que d'expériences et de rencontres vécues par l'artiste durant ces dernières années. Il reflète également la période sombre traversée durant ces années d'absence afin de se libérer des contraintes imposées par son ex-label. Des artistes tels que Nitin Sawhney, Bill Laswell participent aux sons d'Organik de façon très importante. Le résultat est un mélange de World-music, Trip-Hop et Chill-Out. En 2002, Organik Remixes voit le jour sous la forme d'un double CD composé exclusivement de reprises de titres du précédent opus et incluant un titre inédit, Bhairav.

### 2004–2005:Miles Gurtu
Février 2004 voit la parution d'un album issu de la collaboration entre Robert et le percussionniste indien Trilok Gurtu sobrement intitulé Miles Gurtu, mélange d'electro et de jazz et qui continue à développer sa nouvelle orientation musicale. En 2005, il remixe le titre Got It All Wrong pour le groupe Loose Cannons.

### 2011–2012:Thirteen
Robert Miles publie un nouvel album intitulé Th1rt3en en Février 2011. Cet opus se compose de 13 titres et est un mélange electro-rock auquel collabore le guitariste Robert Fripp. Miniature world est le premier extrait de l'album. Le 11 mai 2011, le remix de Miniature world est décliné en clip,.
Il meurt à Ibiza le 9 mai 2017, à l'âge de 47 ans, des suites d'un cancer.

## Discographie

### Albums
- 1996 : Dreamland
- 1997 : 23am
- 2001 : Organik
- 2002 : Organik Remixes
- 2004 : Miles Gurtu
- 2011 : Th1rt3en

### Singles
| Titre                                                                | Année | Meilleure position | Meilleure position | Meilleure position | Meilleure position | Meilleure position | Meilleure position | Meilleure position | Meilleure position | Meilleure position | Meilleure position | Meilleure position | Meilleure position | Meilleure position | Meilleure position | Meilleure position | Meilleure position | Meilleure position | Certifications                                                                  | Album     |
| Titre                                                                | Année | ALL                | IRL                | AUS                | AUT                | BE-F               | BE-W               | DAN                | FIN                | FRA                | ITA                | P-B                | NOR                | N-Z                | SUI                | SUÈ                | R-U                | É-U                | Certifications                                                                  | Album     |
| -------------------------------------------------------------------- | ----- | ------------------ | ------------------ | ------------------ | ------------------ | ------------------ | ------------------ | ------------------ | ------------------ | ------------------ | ------------------ | ------------------ | ------------------ | ------------------ | ------------------ | ------------------ | ------------------ | ------------------ | ------------------------------------------------------------------------------- | --------- |
| Children                                                             | 1995  | 5                  | 1                  | 2                  | 1                  | 1                  | 1                  | 1                  | 1                  | 1                  | 1                  | 3                  | 1                  | 4                  | 1                  | 1                  | 2                  | 21                 | - FRA : Platine - ALL : Platine - NOR : Platine - SUÈ : Platine - R-U : Platine | Dreamland |
| Fable                                                                | 1996  | 21                 | 6                  | 3                  | 5                  | —                  | 2                  | 10                 | 3                  | 6                  | 1                  | 16                 | 15                 | 20                 | 3                  | 11                 | 7                  | —                  | - FRA : Argent                                                                  | Dreamland |
| One and One (featuring Maria Nayler)                                 | 1996  | —                  | 8                  | 1                  | 2                  | —                  | 8                  | 16                 | 5                  | 3                  | 1                  | 24                 | 3                  | —                  | 6                  | 3                  | 3                  | 54                 | - ALL : Or - NOR : Or - SUÈ : Or - R-U : Or                                     | Dreamland |
| Freedom (featuring Kathy Sledge)                                     | 1997  | —                  | 41                 | —                  | —                  | —                  | 17                 | —                  | 75                 | 27                 | 3                  | —                  | —                  | 47                 | 41                 | 59                 | 15                 | —                  |                                                                                 | 23am      |
| Full Moon                                                            | 1998  | —                  | —                  | —                  | —                  | —                  | —                  | —                  | —                  | —                  | —                  | —                  | —                  | —                  | —                  | —                  | —                  | —                  |                                                                                 | 23am      |
| Everyday Life                                                        | 1998  | —                  | —                  | —                  | —                  | —                  | —                  | —                  | —                  | —                  | —                  | —                  | —                  | —                  | —                  | —                  | —                  | —                  |                                                                                 | 23am      |
| Paths (featuring Nina Miranda)                                       | 2001  | —                  | —                  | —                  | —                  | —                  | —                  | —                  | —                  | —                  | —                  | —                  | —                  | —                  | —                  | —                  | 74                 | —                  |                                                                                 | Organik   |
| Improvisations: Part 2                                               | 2002  | —                  | —                  | —                  | —                  | —                  | —                  | —                  | —                  | —                  | —                  | —                  | —                  | —                  | —                  | —                  | —                  | —                  |                                                                                 | Organik   |
| Connections                                                          | 2002  | —                  | —                  | —                  | —                  | —                  | —                  | —                  | —                  | —                  | —                  | —                  | —                  | —                  | —                  | —                  | —                  | —                  |                                                                                 | Organik   |
| Pour te parler (Remixes)                                             | 2002  | —                  | —                  | —                  | —                  | —                  | —                  | —                  | —                  | —                  | —                  | —                  | —                  | —                  | —                  | —                  | —                  | —                  |                                                                                 | Organik   |
| « — » signifie que le single n'est pas sorti ou classé dans le pays. |       |                    |                    |                    |                    |                    |                    |                    |                    |                    |                    |                    |                    |                    |                    |                    |                    |                    |                                                                                 |           |

### Compilations
- 1997 : Robert Miles In The Mix
- 1997 : Renaissance Worldwide-London (with Dave Seaman)